# Бабковиці
Бабковиці (пол. Babkowice) — село в Польщі, у гміні Пемпово Гостинського повіту Великопольського воєводства.
Населення — 424 особи (2011).
У 1975-1998 роках село належало до Лешненського воєводства.

## Демографія
Демографічна структура станом на 31 березня 2011 року:
|          | Загалом | Допрацездатний вік | Працездатний вік | Постпрацездатний вік |
| -------- | ------- | ------------------ | ---------------- | -------------------- |
| Чоловіки | 222     | 44                 | 153              | 25                   |
| Жінки    | 202     | 43                 | 113              | 46                   |
| Разом    | 424     | 87                 | 266              | 71                   |